# Dismenorreia
Dismenorreia, popularmente denominada dor menstrual, é a ocorrência de dor durante a menstruação. A dor tem geralmente início no momento em que começa a menstruação. Os sintomas geralmente manifestam-se durante três dias ou menos. A dor localiza-se geralmente na bacia ou na parte inferior do abdómen. Entre outros possíveis sintomas estão dores nas costas, diarreia ou náuseas.
Em mulheres jovens, as dores menstruais geralmente ocorrem sem que haja um problema subjacente. Em mulheres mais velhas, a dismenorreia é muitas vezes o resultado de problemas subjacentes como leiomiomas do útero, adenomiose ou endometriose. As dores são mais comuns entre mulheres com fluxo menstrual intenso, com períodos irregulares, cuja primeira menstruação se iniciou antes dos 12 anos de idade ou com baixo peso corporal. O diagnóstico pode ser auxiliado com um toque vaginal em mulheres sexualmente ativas ou com ecografia. Entre outras condições que devem ser excluídas estão a gravidez ectópica, doença inflamatória pélvica, cistite intersticial e dor pélvica crónica.
A dismenorreia é menos comum em mulheres que praticam exercício físico de forma regular e que são mães mais novas. O tratamento pode consistir na aplicação de calor. Entre os medicamentos que podem ser benéficos estão os AINEs como o ibuprofeno, contracepção hormonal e DIU com progesterona. A toma de vitamina B1 ou magnésio pode também ser benéfica. Não há evidências suficientes que apoiem a eficácia do ioga, acupunctura ou massagens. A cirurgia pode ser uma opção para resolver determinados problemas subjacentes.
Estima-se que a percentagem de mulheres em idade fértil afetadas varie entre 17 e 90%. A dismenorreia é a mais comum das perturbações menstruais. Geralmente começa-se a manifestar no prazo de um ano após o primeiro período menstrual. Quando não existe uma causa subjacente, a dor geralmente melhora com a idade ou após uma gravidez.

## Classificação
A dismenorreia primária é aquela que ocorre sem que haja lesões nos órgãos pélvicos. Geralmente, ocorre nos ciclos menstruais normais e logo após as primeiras menstruações na adolescência, podendo cessar ou reduzir significativamente quando a mulher atinge a faixa dos 20 e poucos anos. Em alguns casos isso só ocorre após a gravidez. É causada pelo aumento da produção de prostaglandinas pelo útero, que provocam contrações uterinas dolorosas.
A dismenorreia secundária está relacionada a alterações do sistema reprodutivo, que podem ser endometriose, miomas uterinos, infecção, anormalidades na anatomia do útero ou da vagina de origem congênita. Outra causa da dismenorreia secundária é o uso de dispositivo intrauterino (DIU) como método anticoncepcional. Geralmente começam a surgir dois anos depois da menarca.

## Factores de risco
A maioria das mulheres irá sofrer deste grau de debilitação pelo menos uma vez durante sua época reprodutora. O risco aumentado está associado com idade mais jovem e histórico médico de qualquer uma das enfermidades associadas com a dismenorreia secundária.
- Primária:
  - Nuliparidade (nunca ter tido filhos)
  - Obesidade
  - Tabagismo
  - Histórico familiar positivo
- Secundária:
  - Infecção pélvica
  - Doenças sexualmente transmissíveis
  - Endometriose

## Dismenorreia primária

### Fisiopatologia
A dismenorreia primária ocorre durante os ciclos ovulatórios normais. Mulheres com dismenorreia primária têm a atividade do músculo uterino aumentada com aumento da contractilidade e frequência das contrações. Prostaglandinas são lançadas durante a menstruação devido à destruição das células endometriais e ao lançamento resultante de seus conteúdos.
Acredita-se que a liberação de prostaglandinas e de outros mediadores inflamatórios no útero é um dos principais fatores causadores da dismenorreia (Wright et al. 2003). Os níveis de prostaglandina mostraram-se ser muito maiores em mulheres com dor menstrual aguda do que em mulheres que apresentam pouca ou nenhuma dor menstrual. Drogas que inibem a produção de prostaglandinas, como os anti-inflamatórios não esteroides (AINEs) Naproxeno, Ibuprofeno e Ácido mefenâmico, podem proporcionar alívio para o desconforto e outros sintomas associados à liberação excessiva de prostaglandinas, como náusea, vômito e dor de cabeça.

### Aspectos clínicos
A cólica associada com a dismenorreia geralmente começa poucas horas antes de iniciar o sangramento e pode continuar por alguns dias. A dor geralmente é descrita como sendo na porção inferior do abdômen, possivelmente se irradiando para as pernas e região lombar. Outros sintomas associados à dismenorreia primária são náusea e vômito, diarreia, lombalgia e enxaqueca.

### Tratamento
Drogas anti-inflamatórias não-esteroides (AINEs), como o ibuprofeno arginina, são muito eficientes no tratamento da dismenorreia primária. Como já foi afirmado, a sua eficiência é devido à sua habilidade em inibir a síntese de prostaglandinas. Entretanto, muitos AINEs podem causar transtornos gastrointestinais como efeitos colaterais. Os contraceptivos orais às vezes também são indicados, já que eles reduzem o fluxo menstrual e inibem a ovulação.
Os contraceptivos orais são uma terapia de segunda-linha a menos que a mulher também esteja buscando contracepção, neste caso eles seriam uma terapia de primeira-linha. Os contraceptivos orais são 90% eficientes em melhorar a dismenorreia primária e funcionam ao reduzir o volume de sangramento menstrual e inibindo a ovulação. Pode levar até 3 meses para que os contraceptivos orais tornem-se eficientes. Norplant e Depo-provera são também eficientes já que estes métodos frequentemente induzem a amenorreia.

#### Tratamentos alternativos
Para os 10% dos pacientes que não respondem aos medicamentos satisfatoriamente aos AINEs e/ou contraceptivos orais, uma ampla variedade de terapias alternativas tem provado ser eficientes, incluindo estimulação nervosa elétrica transcutânea (TENS), acupuntura, ácidos graxos ômega-3, nitroglicerina transdérmica, thiamine, e suplementos de magnésio.
A acupuntura é usada para tratar a dismenorreia, e estudos revelaram que ela "reduziu a percepção subjetiva da dismenorreia" (Jun/2004). Entretanto o pequeno número de estudos deixam ainda dúvidas sobre a eficiência da acupuntura para problemas ginecológicos (White 2003).
A quiropraxia tem sido sugerida como um tratamento de aproximação (Chapman-Smith, 2000). Pressupõe-se que tratar subluxações na espinha pode fazer com que os nervos que saem da espinha se tornem menos agravados e então diminuindo os sintomas da dismenorreia assim como outros sintomas como dores estomacais crônicas e dores de cabeça. Entretanto a revisão sistemática mais atual de estudos publicados concluiu que não há evidência que a manipulação da espinha é mais efetiva que uma manipulação falsa (placebo) (Proctor et al., Cockraine review 2006).

## Dismenorreia secundária

### Fisiopatologia
Os mecanismos que causam a dor da dismenorreia secundária são variados e podem ou não envolver prostaglandinas. Algumas causas da dismenorreia secundária são endometriose, inflamação pélvica, fibroma, adenomiose, cistos ovarianos e congestões pélvicas (Hacker et al. 2004). A presença de um DIU (dispositivo intrauterino) para contracepção também pode ser uma potencial causa da dor menstrual, embora o DIU geralmente leve a dor pélvica somente no momento de sua inserção. Algumas mulheres também consideram que o uso de absorvente interno aumenta as cólicas e a dor.

### Aspectos clínicos
Os sintomas da dismenorreia secundária podem variar de acordo com a sua causa, mas geralmente a dor associada com a dismenorreia secundária não é limitada ao tempo entre as menstruações como a dismenorreia primária. Além disso, a dismenorreia secundária é menos relacionada ao início do sangramento na menstruação, é mais observada em mulheres mais velhas, e é associada a outros sintomas como a infertilidade.

### Tratamento
O tratamento mais efetivo para a dismenorreia secundária é a identificação e o tratamento das causas da dor, embora o alívio proporcionado pelos AINEs pode frequentemente ser útil.
A primeira linha de tratamento é médica (por exemplo, inibidores da sintetase de prostaglandinas, contracepção hormonal, danazol, progestinas). Se possível, a desordem causadora ou anormalidade anatômica é corrigida, consequentemente aliviando os sintomas. A dilatação de um orifício externo do útero que for estreito pode dar um grande alívio (e permite diagnosticar se uma curetagem uterina é necessária). Miomectomia, polipectomia ou dilatação e curetagem podem ser necessários. A interrupção dos nervos uterinos por neurectomia pré-sacral e a divisão dos ligamentos sacrouterinos pode ajudar determinados pacientes. A hipnose também pode ser útil. As técnicas de Medicina tradicional chinesa fazem parte das diversas formas de combater a Dismemorreia.
A endometriose é uma causa comum da dismenorreia secundária. De fato, em aproximadamente 24% das mulheres que reclamam de dor pélvica é descoberta posteriormente uma endometriose. Este problema geralmente está associado com a infertilidade. Se o alívio da dor for o objetivo, as opções médicas incluem contracepção hormonal, danazol, agentes progestacionais, e agonistas do GnRH.

## Problemas relacionados
- Tensão pré-menstrual (TPM)
- Stress e ansiedade
- Doença inflamatória pélvica
- Adenomiose
- Histórico de abuso físico ou sexual
- Miomatose
- Cistos ovarianos
- Endometriose